# Palazzo Zorzi Bon
Il palazzo Zorzi Bon è un palazzo storico di Venezia ubicato nel sestiere di Castello.

## Descrizione

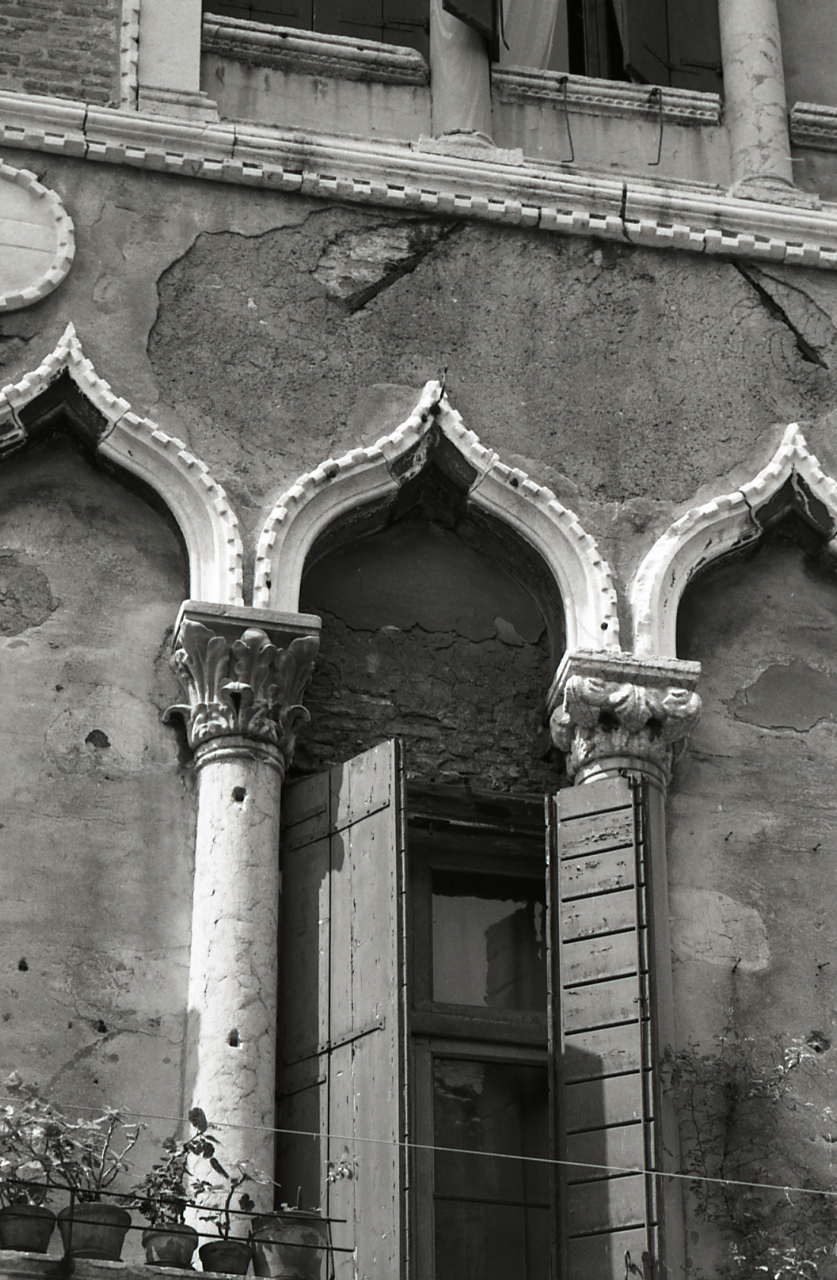
Dettaglio della facciata del palazzo in una foto di Paolo Monti del 1968

Stretto tra il codussiano Palazzo Zorzi di San Severo, con cui era un tempo comunicante, e il Palazzo Grimani a Santa Maria Formosa, il Palazzo Zorzi Bon sfoggia un'architettura trecentesca che, seppur modificata da interventi rinascimentali, conserva ancora una pentafora al piano nobile, sormontata da una quadrifora, entrambe archiacute.
L’aggiunta del cognome Bon, che si ripete nella calle dell’Arco detta Bon che dava accesso alla porta da terra del palazzo, è dovuta all’affitto di un piano del palazzo da parte di un appartenente alla famiglia Bon.
Il palazzo, oggi diviso in appartamenti che ne hanno stravolto l’antica struttura, è stato l’ispirazione per il libro The Zorzi Affair della scrittrice statunitense Sylva Prince.